# Brnica (gmina Hrastnik)
Brnica – wieś w Słowenii, w gminie Hrastnik. W 2018 roku liczyła 234 mieszkańców.